# Enseignement supérieur au Cambodge
Lorsque le Cambodge accède à l’indépendance le 9 novembre 1953, l’enseignement supérieur est à peine présent dans le paysage éducatif de ce petit pays : deux cent vingt étudiants sont alors recensés. Quinze années plus tard, sept universités accueillent environ sept mille étudiants avant que, dès la fin des années soixante, les premiers troubles politiques internes, la guerre à ses frontières, le renversement du prince Norodom Sihanouk puis l’instauration sanguinaire du régime des Khmers rouges (1975-1979) ne viennent mettre fin à ce spectaculaire essor. Au cours des années suivantes, dans un contexte politique instable où les tensions restent vives, alors que le pays est exsangue, que la pénurie est totale, le secteur de l’enseignement supérieur contraint de surcroît, de s’effacer devant la reconstruction évidemment prioritaire de l’éducation de base, peine à se restaurer. Il faudra attendre le milieu des années 1990 et surtout le début des années 2000 pour qu’enfin les conditions soient de nouveau réunies pour lui assurer un développement plus dynamique. Dans un contexte économique marqué par un taux de croissance insolent., alors que les aides internationales sont maintenues, le décollage de l’enseignement supérieur, largement porté par le secteur privé est en effet patent depuis le début du XXIe siècle. L’entrée dans l’ASEAN   à compter du 1er janvier 2016 mais aussi la volonté réitérée du pouvoir exécutif de faire entrer le Cambodge dans la catégorie des pays à revenu intermédiaire supérieur. devrait accélérer les réformes. Alors qu’en 2019, plus de 220 000 étudiants, encadrés par environ 16 000 enseignants sont inscrits dans 124 établissements, deux défis majeurs attendent le Cambodge au cours de ces prochaines années : la recherche d’une meilleure adéquation formation-emploi d’une part, des progrès avérés sur le plan de la qualité de l’enseignement dispensé d’autre part. Ces objectifs ne seront atteints que si une revalorisation du statut des enseignants, en particulier dans sa dimension salariale, est confortée et ce, en favorisant dans le même temps le rétablissement d’un environnement politique apaisé et équilibré à tout point de vue.

## Les établissements d'enseignement supérieur

### Naissance et essor de l'offre de formation universitaire
Les premières structures de formation universitaire cambodgiennes voient le jour quelques années avant la déclaration de l'indépendance (9 novembre 1953). La faculté de médecine et des sciences paramédicales (fondée en 1946 sous le nom d'École des médecins militaires) et la faculté de droit et des sciences économiques sont les deux premiers établissements à accueillir des étudiants. L'Institut national pédagogique est créé en 1954, la faculté des lettres et des sciences humaines et la faculté des sciences et de la technique en 1960. En 1966/1967, à la veille d'une longue période de violences, de dévastations, d'immenses pertes humaines et de conflits incessants, le Cambodge est en voie de posséder un parc de formations universitaires riches et diversifiées pour un petit pays de sept millions d'habitants. Sept universités correspondant à trente-quatre facultés coexistent. Elles sont ainsi dénommées:
- L'université royale qui regroupe sept facultés, chacune dirigée par un doyen: droit et sciences économiques, lettres et sciences humaines, sciences, médecine et sciences paramédicales, pharmacie, sciences commerciales, pédagogie;
- L'université des beaux-arts (créée en 1965) qui comprend cinq facultés: arts chorégraphiques, musique, arts plastiques, architecture et urbanisme, archéologie;
- L'université technique royale (1965) composée de cinq facultés: génie civil, électronique, arts et métiers, École supérieure de chimie appliquée, École supérieure d'aéronautique civile;
- L'Institut technique supérieur de l'amitié khméro-soviétique qui comporte en son sein cinq facultés: construction, mines, hydraulique agricole, électrotechnique, textile;
- L'université royale de Kompong Cham et ses trois facultés: cultures tropicales, mécanique, sciences physico-mathématiques;
- L'université royale des sciences agronomiques (ouverte en 1965) formée de cinq facultés: sciences forestières, sciences agricoles, sciences piscicoles, sciences vétérinaires, sciences du génie civil;
- L'université de Takeo-Kampot et ses quatre facultés programmées: électricité (prévue en octobre 1967), mécanique (ouverture en 1968), océanographie et médecine (en cours de création).

Un troisième établissement, installé en dehors de la capitale, l'université technique royale de Battambang, est en construction. Il comportera trois facultés : géologie appliquée et protection minière, industries alimentaires, construction mécanique.
Les années 1960 apparaissent bel et bien comme une "période glorieuse pour l'enseignement supérieur cambodgien".

### Des structures de formation abandonnées ou démantelées avant une lente et difficile reconstruction (1970-1995)[note 6]
Le coup d’État du général Lon Nol en mars 1970, en précipitant et alimentant un conflit armé généralisé intérieur et ce, dans un contexte de guerre du Vietnam, vient mettre fin à cette expansion remarquable du réseau de formations universitaires. Beaucoup d’universités, hormis celles de Phnom Penh, sont amenées à fermer. L'arrivée au pouvoir des Khmers rouges théorise et organise la destruction du système de formation à tout point de vue.
C'est dans un pays meurtri, dans un contexte de "dénuement indescriptible"et dans le cadre d'une situation économique et social catastrophique, qu'entre 1980 et 1995, alors que les crises politiques et la violence perdurent que des structures d'accueil opérantes sont progressivement rebâties. Les défis quotidiens sont immenses parmi lesquels de façon prégnante, la pénurie de maîtres et de professeurs qualifiés et le manque cruel de financement. En 1993, un réseau de neuf établissements d'enseignement supérieur a cependant pu être reconstitué.Il se présente ainsi:
- L’université de Phnom Penh agrandie en 1988 avec l’intégration de l’institut de formation pédagogique et de l’école des langues : elle comprend en particulier les facultés : des lettres et sciences Humaines, des sciences et un institut des langues étrangères ;
- L’Institut de technologie, rouvert en 1981, composé de cinq facultés (construction, électrotechnique, hydraulique agricole, mines et géologie, chimie industrielle) ;
- L’Institut d’économie, ouvert en 1984, et ses deux facultés : sciences économiques et commerce ;
- L’École supérieure des cadres de gestion de l’éducation, créée en 1982. Elle prendra le nom de faculté de pédagogie en 1993 ;
- La faculté de médecine, de pharmacie et de dentisterie ;
- L’Institut agricole de Chamkar Daung, de nouveau ouvert en 1984, formé de cinq Facultés : agronomie, mécanisation agricole, santé et protection animale, sylviculture, pêche) ;
- L’université des beaux-arts de nouveau active en 1989, constituée de cinq facultés : architecture, archéologie, arts plastiques, musique, danse ;
- La faculté de droit et de sciences économiques rouverte en 1992 ;
- L’université Maha-Eisei-Veda, ouverte en 1992.

### Des progrès quantitatifs rendus possibles par une participation croissante du secteur privé (1996-2019)
À la fin du XXe siècle, dans un climat politique et social plus apaisé mais aussi dans un contexte économique marqué par une croissance forte et durable (estimée en moyenne à 7 % par an entre 1998 et 2005), le système éducatif primaire et secondaire va enregistrer une progression sensible de ses effectifs. Les flux de sortie cumulés des élèves de l'enseignement secondaire supérieur, titulaires du baccalauréat, vont progressivement et mécaniquement accroître la demande d'entrée à l'Université. Le nombre d'inscrits en première année dans l'enseignement supérieur passe ainsi de 7 932 en 2002 à 39 305 en 2007. Les capacités d'accueil de l'appareil de formation universitaire public ne pouvant répondre à une telle pression, un secteur privé se développe rapidement. Dès l'année 2007, on estime que les deux-tiers des étudiants sont inscrits dans des établissements privés. Ce partenariat, soutenu par les gouvernements en place, se poursuit aujourd'hui selon un rythme de créations d'établissements plus marqué dans le secteur privé.
| Dates | Public | Privé | Total | Dates | Public | Privé | Total |  |
| 1997  | 8      | 1     | 9     | 2008  | 18     | 45    | 63    |  |
| 2000  | 8      | 6     | 14    | 2009  | ---    | ---   | 77    |  |
| 2001  | 8      | 7     | 15    | 2011  | 38     | 59    | 97    |  |
| 2002  | 8      | 16    | 24    | 2012  | 38     | 59    | 97    |  |
| 2003  | 11     | 24    | 35    | 2013  | 39     | 63    | 102   |  |
| 2004  | 12     | 30    | 42    | 2014  | 39     | 66    | 105   |  |
| 2005  | 13     | 32    | 45    | 2017  | 48     | 73    | 121   |  |
| 2007  | 24     | 38    | 62    | 2019  | 48     | 76    | 124   |  |

Parmi les universités publiques cambodgiennes, peuvent être cités : L'université royale de Phnom Penh, l’université royale de droit et des sciences économiques, l’université royale des sciences de la santé, l’université royale d’agriculture, l’université royale des beaux-arts, l’Institut de technologie du Cambodge, l’Institut national de l’éducation ainsi que quelques écoles spécialisées comme l’école royale d’administration, l’école royale de la magistrature. En province, l'université la plus connue est l'université nationale de Battambang (NUBB).
Si la participation du secteur privé a permis au système de formation universitaire de répondre quantitativement à une demande grandissante d’inscriptions, très tôt des critiques ont été émises devant la création rapide d’établissements dont les prestations se révélaient de qualité inégale. Face à ce phénomène et sur recommandation de la Banque mondiale, un Comité d’accréditation du Cambodge a été mis en place par le gouvernement en juin 2003. Placé d’abord sous le contrôle du ministère de l’Éducation lui-même, il est passé ensuite sous l’autorité du Conseil des ministres. Pour l'essentiel, sa mission consiste à évaluer les établissements d’enseignement supérieur sur la base d’audits internes (les enquêtes concernent notamment les enseignants, les bâtiments, les équipements, le mode de gouvernance...) ; l’objectif étant de rendre les études supérieures au Cambodge conformes aux normes régionales et internationales. Depuis sa création, cette instance aux pouvoirs limités, a été l’objet de nombreuses appréciations négatives portant tantôt sur son inefficacité, tantôt sur des soupçons de corruption,. Le ministère de l’Éducation, de la Jeunesse et des Sports, visiblement préoccupé et sensible à ces objections, oppose sempiternellement dans ses différentes communications officielles (documents prospectifs, programmations stratégiques…) des objectifs visant à développer une formation de qualité dans l’enseignement supérieur tout en assurant un suivi et une évaluation rigoureux
Dans le paysage universitaire cambodgien, il faut aussi signaler la place singulière occupée par la France. Outre le fait d’avoir participé à la restauration des structures de l’État et à la formation des nouvelles élites intellectuelles cambodgiennes après les ravages orchestrés par les Khmers rouges, la France a aidé depuis 1991 à la mise en place de filières de formation d’excellence en langue française dans plusieurs établissements. En 2019, dix universités cambodgiennes sont membres de l'Agence universitaire de la Francophonie; 8 200 étudiants y apprennent le français.

## Aperçu sur l'organisation des études

### Modalités d'accès à l'enseignement supérieur
Dans un système de formation très imprégné du modèle français, l’accès à l’enseignement supérieur est réservé aux élèves titulaires du baccalauréat. Une fois le diplôme en poche, les élèves souhaitant poursuivre leurs études doivent faire face à des frais d’inscription exorbitants. En 2012, à titre d’exemples, ceux-ci s’élèvent par année  à 450 $ à l’institut de technologie du Cambodge, à 370 $ à l’université royale des sciences agricoles, à 440 $ à l’université royale de droit et de sciences économiques, entre 800 et 1 500 $ à l’université des sciences de la santé. Seuls les élèves (quantitativement très minoritaires) ayant obtenu la mention A au baccalauréat bénéficient d’études gratuites quel que soit leur choix (public ou privé). Pour d’autres, composant un public marginal, des bourses leur sont octroyées selon deux modalités : d’abord en fonction des notes obtenues au baccalauréat, puis pour une part quantitativement plus faible à des élèves originaires de familles pauvres, issues de zones rurales.

### Cursus universitaire[48]
L’architecture des formations universitaires apparaît aujourd’hui proche du système créé en Europe en 1999, à savoir un cursus d’une durée, dans le meilleur des cas de neuf ans, décomposé en trois cycles (4+2+3), soit quatre ans pour la licence, deux pour le master, trois pour le doctorat.
| Doctorat (Bac + 9)         | 3e année                   |
|                            | 2e année                   |
|                            | 1re année                  |
| Master (Bac + 6)           | 2e année                   |
|                            | 1re année                  |
| Licence/Bachelor (Bac + 4) | 4e année                   |
|                            | 3e année                   |
|                            | 2e année                   |
|                            | Année propédeutique (1 an) |
| Examen du baccalauréat     |                            |

## Étudiants

### Données historiques partielles

#### Évolution des effectifs (1948-2009)
L’année universitaire 1948-1949 voit l’entrée de la toute première promotion d’étudiants alors au nombre de 128. Un an après l’accession du Cambodge  à l’indépendance (9 novembre 1953), l’effectif étudiant est estimé à 220, pour une population totale évaluée à un peu plus de quatre millions d’habitants.
Les années suivantes, les effectifs étudiants augmenteront régulièrement pour atteindre 1640 en 1963, puis 9 200  en 1970 avant de s’effondrer littéralement en 1980 et retrouver le nombre d’inscrits en 1960  et ce, après la tragique prise de pouvoir par les Khmers rouges (avril 1975-janvier 1979).
| Années    | 1950 | 1952 | 1954          | 1956             | 1958            | 1960             | 1962             | 1963              | 1966   | 1968            | 1970 | 1980 |
| Effectifs | 150  | 180  | 220 (F : 9 %) | 320 (F : 12,5 %) | 410 (F : 7,3 %) | 700 (F : 11,4 %) | 1200 (F : 9,1 %) | 1640 (F : 10,9 %) | (7000) | 7000 (F:: 16 %) | 9200 | 700  |

Ensuite, dans un contexte politique mouvementé et fragile, les données chiffrées se raréfient. Concernant la période qui court sur une dizaine d’années (1987-1996), de rares écrits épars et partiels permettent de recueillir quelques données, en particulier un rapport analytique officiel, riche et bien documenté portant, en partie, sur l’enseignement supérieur en 1993. Mais il faudra attendre le début des années 2000 pour pouvoir prendre connaissance de nouveau, de chiffres reconnus, suivis et fiables qu’il conviendra néanmoins de lire avec circonspection 
| Années universitaires | Effectifs               | Années universitaires | Effectifs                    |
| 1987/1988             | 3961                    | 2001/2002             | 32 010(F: 9228, 28,8 %)      |
| 1988/1989             | 4814                    | 2002/2003             | 43 210 (F : 29 %)            |
| 1989/1990             | 5413                    | 2003/2004             | 45 370 (F : 14 196, 31,2 %)  |
| 1990/1991             | 6126                    | 2004/2005             | 56 810 (F : 17 875, 31,4 %)  |
| 1993/1994             | 11 652 (F : 16 %)       | 2005/2006             | 94 708 (F : 30 019, 31,6 %)  |
| 1996/1997             | 10 019 (F : 16 %)       | 2006/2007             | 117 420 (F : 38 465, 32,7 %) |
| 1997/1998             | 9208 (F : 19 %)         | 2007/2008             | 137 490 (F46 449, 33,7 %)    |
| 1999/2000             | 22 108 (F : 5 547,25 %) | 2008/2009             | 168 003 (F: 60 160, 35,8 %)  |
| 2000/2001             | 25 416 (F : 6 950,27 %) | 2009/2010             | 195 166 (F: 37,1 %)          |

Même si certains chiffres le constituant demanderaient à être interrogés, ce tableau appelle plusieurs remarques : en premier lieu, c’est seulement au milieu des années 1990 que l’appareil de formation universitaire affiche approximativement un nombre d’inscrits voisin de celui recensé en 1970 soit vingt-cinq ans plus tôt ; ensuite et a contrario, en une dizaine d’années (2000-2009), les effectifs sont passés de façon spectaculaire, de 25 416 à 195 166 soit près de 8 fois plus, selon une progression moyenne égale à 16 % par an, un score apparemment supérieur à celui enregistré par les pays d’Asie de l’Est et du Pacifique, pourtant considérés comme exemplaires sur le plan de la croissance des effectifs en formation  ; enfin, en revanche, le taux d’inscription des femmes, inférieur à celui des pays voisins, évolue très lentement.

#### Répartition des étudiants par domaine d'étude
Au cours des premières années qui ont suivi la naissance de l’enseignement supérieur, les étudiants cambodgiens se répartissent dans un petit nombre de filières. De 1948 à 1962, la situation se présente ainsi  :
| Années universitaires | Faculté de droit et des sciences économiques | Faculté des lettres et des sciences humaines | Faculté des sciences et de la technique | Institut national pédagogique        | Faculté de médecine et des sciences paramédicales |
| 1948/1949             | 64                                           | ---                                          | ---                                     | ---                                  | 64                                                |
| 1950/1951             | 80                                           | ---                                          | ---                                     | ---                                  | 73                                                |
| 1952/1953             | 104                                          | ---                                          | ---                                     | ---                                  | 86                                                |
| 1954/1955             | 118                                          | ---                                          | ---                                     | 51 (Instituteurs)                    | 94                                                |
| 1956/1957             | 198                                          | ---                                          | ---                                     | 123 (Instituteurs)                   | 116                                               |
| 1958/1959             | 258                                          | ---                                          | ---                                     | 92 (Professeurs) 300 (Instituteurs)  | 152                                               |
| 1960/1961             | 335                                          | 47                                           | 50                                      | 190 (Professeurs) 516 (Instituteurs) | 264                                               |
| 1962/1963             | 409                                          | 85                                           | 111                                     | 194 (Professeurs) 568 Instituteurs)  | 405                                               |

Quelques années plus tard, en 1966, à la suite de l’ouverture de nombreuses facultés, le paysage universitaire s’est nettement densifié : le nombre de filières d’études a en effet explosé produisant une large diversification des flux étudiants, comme en témoigne le tableau suivant:
| Répartition des étudiants en 1966 |         |        |       |                                    |         |        |       |
| Université royale                 |         |        |       |                                    |         |        |       |
| Facultés                          | Garçons | Filles | Total | Facultés                           | Garçons | Filles | Total |
| Droit                             | 446     | 20     | 466   | Médecine et sciences paramédicales | 454     | 29     | 483   |
| Lettres et sciences humaines      | 755     | 149    | 904   | Pharmacie                          | 34      | 29     | 63    |
| Sciences                          | 482     | 57     | 539   | Sciences commerciales              | 217     | 24     | 241   |
| Pédagogie                         | 1446    | 315    | 1751  |                                    |         |        |       |

| Facultés             | Garçons | Filles | Total | Facultés                  | Garçons | Filles | Total |
| Arts chorégraphiques | 120     | 108    | 228   | Architecture et urbanisme | 35      | ---    | 35    |
| Musique              | 73      | 7      | 80    | Archéologie               | 20      | 4      | 24    |
| Arts plastiques      | 148     | 18     | 166   |                           |         |        |       |

| Facultés        | Garçons | Filles | Total | Facultés                               | Garçons | Filles | Total |
| Génie civil     | 105     | ---    | 105   | École supérieure de chimie appliquée   | 121     | ---    | 121   |
| Électronique    | 41      | ---    | 41    | École supérieure d'aéronautique civile | 54      | ---    | 54    |
| Arts et métiers | 653     | ---    | 653   |                                        |         |        |       |

| Facultés             | Garçons | Filles | Total | Facultés         | Garçons | Filles | Total |
| Construction         | ---     | ---    | ---   | Electrotechnique | ---     | ---    |       |
| Mines                | ---     | ---    | ---   | Textile          | ---     | ---    | ---   |
| Hydraulique agricole | ---     | ---    | ---   | Effectif Total   | 513     | ---    | 513   |

| Facultés            | Garçons | Filles | Total | Facultés                       | Garçons | Filles | Total |
| Cultures tropicales | 56      | 6      | 62    | Sciences physico-mathématiques | 103     | 8      | 111   |
| Mécanique           | 241     | ---    | 241   |                                |         |        |       |

| Facultés             | Garçons | Filles | Total | Facultés                | Garçons | Filles | Total |
| -------------------- | ------- | ------ | ----- | ----------------------- | ------- | ------ | ----- |
| Sciences forestières | ---     | ---    | ---   | Sciences vétérinaires   | ---     | ---    | ---   |
| Sciences agricoles   | ---     | ---    | ---   | Sciences du génie civil | ---     | ---    |       |
| Sciences piscicoles  | ---     | ---    | ---   | Effectif total          | 83      | 5      | 88    |

Concernant la période suivante (entre le milieu des années 1970 et la fin des années 1980), les données portant sur la distribution des étudiants par domaines d’études sont inexistantes en raison ou bien d’un défaut de scolarisation ou bien d’une situation générale politique trop fragile pour assurer une gouvernance administrative rigoureuse. Ensuite, si quelques sources documentées mais éparses existent, toutes établies sous la signature de l’Unesco, l’absence de données convergentes, stables quelle que soit la date de parution d’une part, mais aussi la création de nouvelles filières . d’autre part, ne permettent pas une approche précise et comparée des choix émis par les étudiants. En revanche, il est possible de distinguer de grandes tendances. Ainsi, les étudiants choisissent majoritairement un bloc de disciplines recouvrant globalement les mêmes domaines mais dont la composition et l’intitulé évolueront au fil des années : droit et sciences sociales (29 % des inscrits en 1996), commerce, administration, droit (48,2 % en 2001, 47,9 % en 2002, 47,8 % en 2004), sciences sociales, commerce, droit (52 % en 2005, 51,4 %  en 2007). Dans les autres domaines d’étude, les taux d’inscription se situent le plus souvent en dessous de 10 %.

#### Augmentation régulière du nombre de diplômés[note 36]
Le nombre de diplômés entre 1998 et 2008,,  suit étroitement la courbe des inscriptions universitaires de façon stable dans la mesure où leur pourcentage se situe dans une fourchette comprise le plus souvent entre 10 et 14 % par rapport aux inscrits. Au cours de la même période, la proportion de jeunes filles gagne plus de dix points, passant de 16,4 % à 27 %.
| Années universitaires | 1998/1999 | 1999/2000 | 200/2001 | 2001/2002 | 2002/2003 | 2003/2004 | 2006/2007 | 2007/2008 | 2008/2009 |
| Effectifs             | 2152      | 2567      | 2905     | 3105      | 6719      | 8922      | 16187     | 16708     | 17000     |

### État des lieux: 2010-2019

#### Les effectifs[note 37].
La croissance du nombre d'étudiants, bien qu'inégale d'une année à l'autre, se poursuit  jusqu’en 2013. La baisse des effectifs enregistrée au cours des années suivantes est vraisemblablement liée en grande partie à la chute notable du taux de réussite au baccalauréat observée au cours de ces mêmes années. Il faudra attendre l'année universitaire 2018-2019 pour retrouver les données observées au début de cette deuxième décennie du XXIe siècle. Les études prévisionnelles établies en Mars 2014 par les services du Ministère de l’éducation, de la jeunesse et des sports escomptaient 262 091 étudiants en 2013/2014 et 289 947 en 2014/2015. L’écart est considérable.
| 2010/2011                    | 2011/2012          | 2012/2013 | 2013/2014        | 2014/2015                    | 2015/2016 | 2016/2017        | 2017/2018        | 2018/2019        |
| 223 222 F : 37,6 % (204 851) | 222 146 F : 37,6 % | 229 144   | 222 000 F : 37 % | 217 364 F : 43,7 % (222 000) | -------   | 207 603 F: 45,3% | 211 484 F: 46,5% | 222 879 F: 47,9% |

Par ailleurs, La proportion d’étudiantes, stable entre 2010/2011 et 2013/2014, connaît une progression sensible à la rentrée 2014. Cette tendance se confirme clairement au cours des années suivantes. Quant au pourcentage d’étudiants boursiers (18,7 % en 2013   par rapport à la population étudiante inscrite dans les établissements publics), le ministère de l’Éducation, de la Jeunesse et des Sports le qualifiant de modeste, se fixe explicitement comme objectifs « d’augmenter le pourcentage de bourses et les opportunités pour que les étudiants admissibles, particulièrement ceux issus des groupes défavorisés, accèdent à l’enseignement supérieur  ». Toutefois, en 2019, seulement 14 % des étudiants inscrits dans le cycle licence bénéficient d'une bourse.

#### Répartition par filière de formation[28]
La filière « Commerce, Administration, Droit » de beaucoup la plus attractive en 2015, si elle reste majoritairement choisie quatre ans plus tard, s’est tout de même quantitativement comprimée au profit notamment des « Sciences sociales, Journalisme et Information » ainsi que des « Lettres et Arts ». Le fait que plus de huit étudiants sur dix boudent le domaine scientifique ne sera pas sans conséquence à la fois sur la qualité de  leur insertion professionnelle et sur la vitalité générale de l’économie du pays.
| Pourcentage de diplômés (deux sexes) de l'enseignement supérieur par domaine d'étude |                  |        |                                                                 |                 |       |  |
| Domaine d'étude                                                                      | 2015             | 2019   | Domaine d'étude                                                 | 2015            | 2019  |  |
| Éducation                                                                            | 14,2 % F: 14,5 % | 7,7%   | Technologie de l'Information et de la Communication             | 7,3% F: 1,4%    | 9,7 % |  |
| Lettres et arts                                                                      | 1,1 % F: 0,9 %   | 8,4 %  | Ingénierie, Industries de transformation et Construction        | 4,1 % F: 1,4 %  | 8,9 % |  |
| Sciences sociales, journalisme et information                                        | 1,2 % F: 0,6%    | 13,5 % | Agriculture, Sylviculture, Halieutique et Sciences vétérinaires | 3,6 % F : 2,6 % | 3,8 % |  |
| Commerce, administration, droit                                                      | 55 % F: 63,6%    | 36,7 % | Santé et Protection sociale                                     | 7,1 % F: 9,4 %  | 4,1 % |  |
| Sciences naturelles, mathématiques et statistiques                                   | 3,8 % F:3 %      | 4,5 %  | Services                                                        | 1,3 % F: 1,4 %  | 2,3 % |  |

#### Nombre de diplômés[90]
48 722 étudiants obtiennent un diplôme en 2015 dont 42,8 % de jeunes filles ; ils étaient 32 177 en 2011 (la part des filles s’élevant à 41,5 %).

#### Insertion professionnelle
À l’instar de la plupart des pays voisins, le Cambodge affiche depuis plusieurs années un taux de croissance économique élevé. Ainsi, au cours de la période 2011-2019, celui-ci se situe régulièrement autour de 7 %.  Cette situation économique plutôt favorable n’est évidemment pas sans incidence sur le niveau de l’emploi. Le taux de chômage total apparaît, en effet, exceptionnellement bas. Entre 2010 et 2019 
, il ne dépasse pas 0,7 %  Concernant la population 16-24 ans, il oscille entre 0,5 % et 0,9 % durant les années 2010 à 2014. Au regard d’une économie dynamique et d’un marché du travail synonyme de plein emploi, la population, titulaire d’un diplôme universitaire devrait largement tirer bénéfice d’un tel contexte. Or, plusieurs facteurs convergents viennent contrarier une insertion professionnelle réussie. Schématiquement, la Banque mondiale recense trois obstacles majeurs : -l’absence d’adéquation entre d’un côté la filière universitaire suivie, la réalité économique et les besoins des entreprises de l’autre ; -la faiblesse des formations dispensées. À ce sujet, il est fait état d’une enquête auprès des employeurs portant sur la scolarité, la compétence de leur personnel et la main-d’œuvre en général, qui révèle que 76 %d’entre eux « déclarent que les nouveaux diplômés n’avaient pas la qualification requise »  ; - enfin dernier frein, le rythme de création d’emplois  insuffisant dans un pays où une personne sur deux a moins de 24 ans.
Le pouvoir politique et plus précisément le ministère de l’Éducation, de la Jeunesse et des Sports cambodgien non seulement admettent le bienfondé de ces observations mais, de plus, les intègrent dans leur réflexion prospective. Dans un document portant sur l’enseignement supérieur en 2030, il est écrit : « Une analyse de la situation actuelle de l’enseignement supérieur a révélé une disproportion alarmante entre l’enseignement et l’emploi. Selon les divers rapports, les spécialités d’études préférées des étudiants cambodgiens comprennent les sciences sociales et les branches liées aux affaires. Seulement un minime pourcentage d’étudiants poursuit des études de sciences, d’ingénierie et d’agriculture, qui sont pourtant considérées comme les connaissances clés pour susciter la croissance de l’économie cambodgienne. De plus, des préoccupations sur la qualité de l’enseignement supérieur se manifestent partout dans le pays ». Le 24 janvier 2017, le ministre de l’Éducation lui-même, au cours d’une conférence tenue à l’Institut français du Cambodge précise  « Une partie non négligeable des diplômés n’arrivent toujours pas à trouver un travail correspondant à leurs études universitaires révélant ainsi l’écart qui existe entre le monde de formation et le monde socio-économique ». Dans le Plan stratégique de l’éducation 2014-2018, l’enseignement supérieur fait l’objet d’un examen approfondi ; de nouveaux objectifs tendant à corriger une situation inquiétante sont élaborés et témoignent d’une réelle prise de conscience. À l’heure où le Cambodge, membre de la Communauté économique ASEAN depuis le 1er janvier 2016, risque de voir entrer sur son territoire des jeunes des pays voisins, hautement qualifiés, susceptibles d’occuper des postes à responsabilité dans quelques secteurs déficitaires, l’attention soutenue de la communauté universitaire cambodgienne s’impose.
Toutefois, si un parcours universitaire ne constitue pas toujours un passeport suffisant pour occuper un emploi étroitement lié à la nature des études engagées et au niveau de formation atteint, les jeunes qui ont suivi des études supérieures bénéficient d’un revenu plus élevé que ceux qui ont quitté le système éducatif plus tôt ou a fortiori ceux sortis sans réelle formation. Ainsi, en 2012 au Cambodge, « 91 % des jeunes travailleurs sans éducation ont un revenu inférieur au seuil de pauvreté contre moins de 67 % de ceux qui ont un niveau d’étude secondaire et 15 % de ceux qui ont fait des études supérieures »

## Les enseignants
Au sortir du Protectorat français du Cambodge, l’idée selon laquelle l’éducation devra porter la construction nationale, s’impose. En effet, les années 1950 et 1960 bénéficiant sans doute d’une vague d’enthousiasme et de volontarisme créée par la déclaration de l’indépendance mais aussi d’un climat politique général plus favorable, se révèleront plutôt dynamiques sur le plan du développement des systèmes de formation. S’agissant de l’enseignement supérieur, les autorités universitaires, dans un premier temps, ont largement fait appel aux personnels enseignants étrangers par l’intermédiaire des ambassades ou par celui du Programme des Nations unies pour le développement. Ensuite, le recrutement de professeurs nationaux, (tout en maintenant la participation d’enseignants étrangers), a été mené de manière efficace. Ainsi, un peu plus de dix ans après la fin du Protectorat, l’encadrement pédagogique à l’université au cours de l’année 1966/1967 est assuré par 814 enseignants. La composition ethnique de la population enseignante répond par ailleurs de façon notable aux préoccupations d’un pouvoir soucieux de manifester pleinement son indépendance : sur quatre universités , représentant vingt-cinq facultés auxquelles appartiennent 718 professeurs (soit près de 90 % du total recensé au cours de cette même année), 75 %  des personnels enseignants sont khmers.
Après cette période souvent considérée comme faste . par le pouvoir exécutif, s’installe une phase d’anéantissement avec, dès l’année 1969, des troubles à l’extérieur des frontières, les premières conséquences du conflit entre le Vietnam du Nord et le Vietnam du Sud et en 1970, la chute de Norodom Sihanouk ; phase qui se poursuivra de façon encore plus tragique avec l’instauration du régime mis en place par les Khmers rouges de 1975 à 1979. Les personnels enseignants universitaires paieront un lourd tribut à cette « utopie meurtrière »  puisqu’il est couramment estimé que plus de 90 % de cette population ont disparu.
Pendant les années 1980 et le début des années 1990, la principale préoccupation des pouvoirs en place a été, autant que faire se peut, dans un climat d’insécurité et de désordre politique récurrent, de rebâtir l’éducation de base c’est-à-dire, de privilégier la reconstruction de l’enseignement primaire et du premier cycle de l’enseignement secondaire. En ce sens, l’enseignement supérieur, un des domaines pourtant les plus gravement touchés, n’est pas logiquement considéré comme prioritaire. Outre le fait de souffrir d’une sévère pénurie de maîtres et de professeurs qualifiés, celui-ci doit de plus affronter, entre autres, trois séries de problèmes : -la pression des flux de lycéens titulaires du Baccalauréat, -des phénomènes de corruption endémiques précisément dans les modalités d’examen et d’admission, et la nécessité « d’assurer un enseignement en phase avec la culture et les traditions khmères » c’est-à-dire de promouvoir la khmérisation des enseignements, autant d’obstacles sur lesquels, vraisemblablement, les services du ministère ne disposant pas des moyens humains et matériels nécessaires ont très peu écrit.
Le Cambodge attendra l’année 1993 pour recouvrer un peu de stabilité et l’année 1998 pour publier, de nouveau, quelques données quantitatives sur l’encadrement enseignant :
| Évolution indicative du nombre d'enseignants, |                   |           |                   |
| Années                                        | Effectifs         | Années    | Effectifs         |
| 1966/1967                                     | 814               | 2006/2007 | 3000 (F:11 %)     |
| 1967/1968                                     | ---               | 2007/2008 | 3700 (F : 11 %)   |
| 1998/1999                                     | 1066 (F : 18,6 %) | 2008/2009 | ---               |
| 1999/2000                                     | 1664(F : 19,6 %)  | 2009/2010 | ---               |
| 2000/2001                                     | 2124 (F : 18 %)   | 2010/2011 | 10 758(F:12 %)    |
| 2001/2002                                     | 2126 (F : 17,9 %) | 2011/2014 | ---               |
| 2002/2003                                     | 2479 (F : 18 %)   | 2014/2015 | 12 246(F: 15,7 %) |
| 2003/2004                                     | 3605 (F : 15,6 %) | 2015/2016 | ---               |
| 2004/2005                                     | 2498(F: 15,6 %)   | 2016/2017 | 14 960(F: 18,6%)  |
| 2005/2006                                     | 3261(F: 11,4 %)   | 2017/2018 | ---               |
| 2006/2007                                     | 3000( F:11 %)     | 2018/2019 | 16 167(F: 20,4 %) |

À la lecture de ce tableau qui reste partiel et qui présente quelques anomalies, trois observations peuvent être cependant émises : - entre 1998 et 2019, la progression des effectifs est régulière puis importante, - en revanche entre 1966 et 1998, soit en 32 ans, à peine trois cents postes ont été créés, - enfin la part des enseignantes apparaît fluctuante et globalement faible.
Aujourd’hui, le ministère de l’Éducation, de la Jeunesse et des Sports, dans ses rapports officiels ou au travers des interventions de son principal représentant insiste invariablement sur trois points relatifs au personnel enseignant relevant de l’enseignement supérieur : -améliorer la qualité et la pertinence des apprentissages,-élever le niveau de qualification, -recruter des personnels motivés en redéfinissant des cheminements de carrière et en proposant diverses mesures d’incitation. À ce sujet, le salaire des enseignants, considéré depuis plusieurs décennies comme très peu mobilisateur et à l’origine d’un grave dysfonctionnement au sein du système de formation, semble être l’objet, ces dernières années, d’une plus grande attention. Il était, toutes catégories confondues, de 200 $ en 2016, de 250 $ en 2018. Il devait atteindre 313 $ en 2020.